# 卫星电话
卫星电话，全稱為攜帶式衛星通信系統，是行动电话的一种。但其与普通的移动电话不同，卫星电话并不透過地面所設的基地台與電信網路連接，而是直接与天上的通信卫星通信。根据系统构架的不同，卫星电话的覆盖范围也从特定区域到全球范围不等。卫星电话在登山隊、探险队及船隻中十分常见，因为普通的移动电话往往无法在偏远地区及海上使用；另外，在禁止手機使用的民航機機艙內，大部分的航空公司都會提供以信用卡付費的衛星電話。

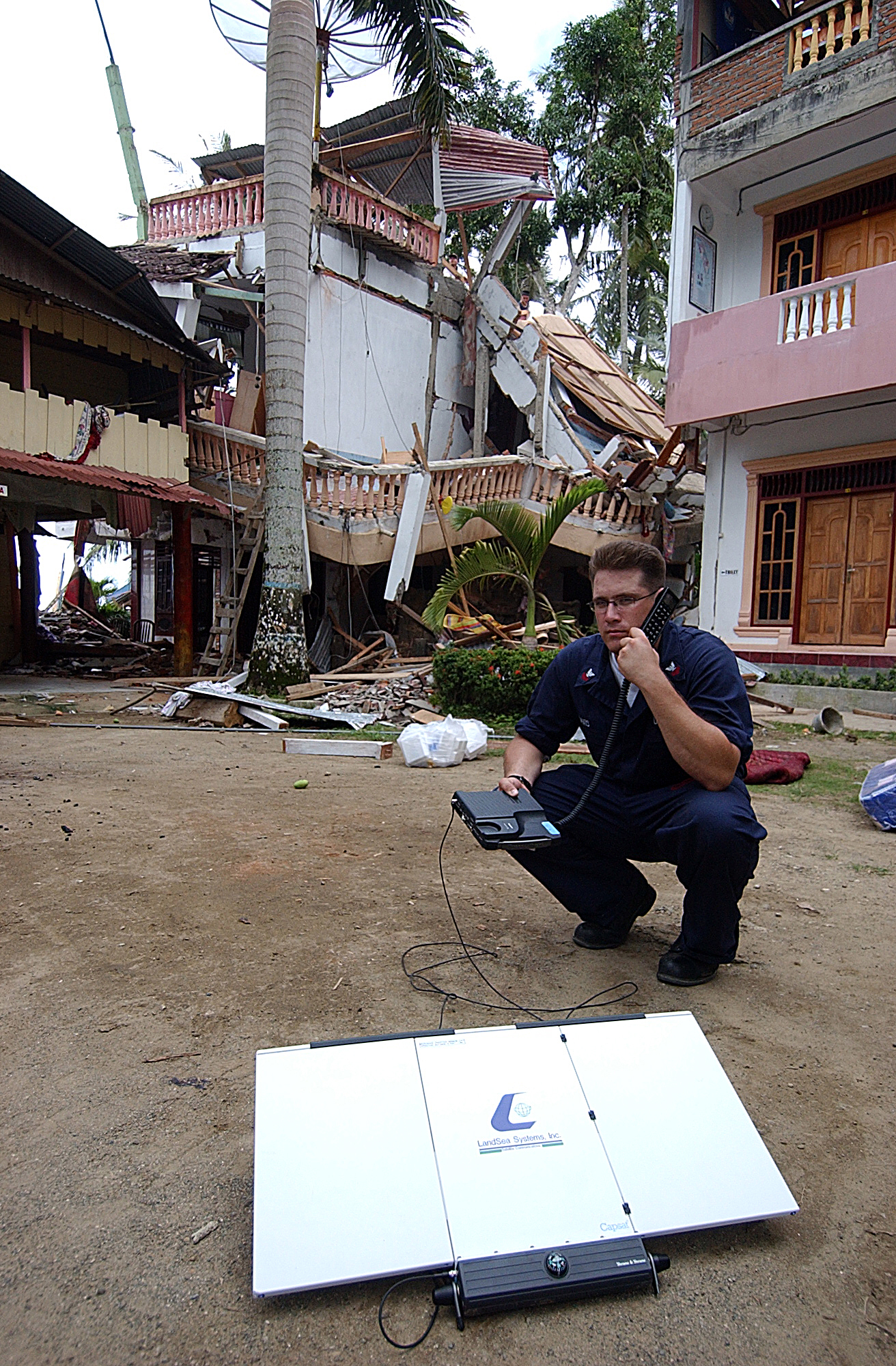
2005年蘇門答臘地震之後，在尼亞斯島救災的美軍人員使用Inmarsat系统卫星电话

各种卫星电话的电话听筒（也被称作终端）样式不尽相同。早期卫星电话听筒的尺寸和重量都与20世纪80年代后期至90年代早期的移动电话类似，并有可伸缩的天线。新型卫星电话的尺寸则与一台普通的移动电话类似，而一些样机甚至与智慧型手机在外观上没有任何区别。
一些固定的卫星电话装置，如船只上的卫星电话，往往由大型的机架式电子设备构成，其中包括安装在桅杆上的可控微波天线以自动跟踪最接近的通信卫星。卫星电话在室内的信号极差，使用者在窗边，或是房顶足够薄时在顶楼才可能会接受到稳定的信号。为了避免这个缺点，卫星电话往往可以和安装于车船或建筑物上的外接天线连接起来，以便于在室内使用。一些卫星电话系统甚至可以和普通的移动电话一样使用中继器。
出于政治方面的考虑，在一些国家拥有卫星电话是违法的行为，因为卫星电话的信号往往可以绕过当地电信系统中的审查或窃听设备。例如铱星的卫星电话在匈牙利、波兰、北斯里兰卡和朝鲜被禁止使用。有的國家對於未經申請許可而攜帶衛星電話入境者，會沒收甚至處罰，例如2018年7月，前往俄羅斯實際控制國後島、擇捉島掃墓的日本人，隨行的日本外務省官員及媒體記者有六人所攜帶的衛星電話遭俄羅斯海關扣留，同年12月29日，俄羅斯法院以違反關稅法為由，下令沒收。

## 卫星电话网路

### 地球同步轨道
一些卫星电话使用地球同步轨道上的卫星进行通讯。这些卫星电话網路系统仅需要三至四颗卫星即可维持几乎全天候的全球信号覆盖率，从而降低发射卫星的费用。但这类卫星往往非常重（约5吨），因此建造和发射单颗卫星的费用较高。地球同步轨道上的卫星运行高度约为22,000英里（35,000），所以在通话或者传送其他数据的过程中延时现象非常明显。这类網路系统的带宽略高于使用近地轨道卫星的網路。目前有三家網路可以让用户透过筆記型電腦大小的终端连接上带宽为60 kbits至512 kbits的卫星互联网。
地球同步轨道系统的另一缺陷就是，哪怕用户处在非常开阔的地带，卫星电话的信号也有可能被某一方向上的陡坡或是一片森林阻挡，因此使用者必须前往高处才能获得信号。这一问题在近地轨道的網路服务中就不存在，因为即使当前的卫星信号被某一障碍阻挡了，几分钟之后便会有新的卫星从另一方向飞越用户所在的地方。
- ACeS是一个地区性的網路提供商，透过一颗卫星为东亚提供卫星通话和数据服务。

- Inmarsat是历史最长的卫星电话服务商，成立于1979年。最初Inmarsat只为船只等提供大型的固定设备，近年来它开始与ACeS合资进入手持式的卫星电话市场。目前该公司拥有12颗卫星，最近的一颗发射于2008年8月[7]。Inmarsat的信号几乎覆盖了除极地外的所有地区。

- Thuraya是一家阿联酋的公司，目前拥有3颗卫星，向欧亚、非洲和澳大利亚以及北美地区（仅覆盖部分阿拉斯加地区）提供信号。

- MSAT / Mobile Satellite Ventures是一家美国的卫星电话公司，提供与Inmarsat类似的大型设备，但近年也计划进入美国手持式卫星电话的市场。

- 天通一号是中华人民共和国自主研制建设的卫星移动通信系统，由中国航天科技集团研发，计划为中国及周边、中东、非洲等相关地区，以及太平洋、印度洋大部分海域用户，提供全天候、全天时、稳定可靠的话音、短消息和数据等移动通信服务。

### 近地轨道
LEO卫星电话采用近地轨道卫星技术，它的优势在于可以提供全球无缝隙的无线信号覆盖。近地轨道上的卫星以高速（每70到90分钟即可绕地球一圈）运行在较低的轨道（640至1120千米）上。由于这些通讯卫星不运行于同步轨道，因此需要较多的卫星来维持信号覆盖率。
两个近地轨道卫星电话服务商均于上世纪90年代在美国成立，但由于用户数量不足以支持发射大量卫星所需要的巨额费用，两家公司都很快破产。目前已有其他公司收购了这两家公司的部分资产，并计划发射更多的卫星以提供更大的带宽。它们目前提供的数据传输速度为2200 bit/s至9600 bit/s。
- Globalstar（英语：Globalstar）使用44颗卫星覆盖了几乎所有陆地面积。但由于每颗卫星的信号范围内必须有至少一个地面接收站，实际上在许多地区都无法使用它的網路。这些卫星运行在一个52度的倾斜轨道，因此极地也没有信号。1999年末，该公司的網路服务仅在商业领域中被极有限地应用。

- 銥衛星（Iridium）宣称它的66颗极地轨道卫星覆盖了地球上的所有角落。公司的商业化服务于1998年启动，但很快就破产了，目前已被摩托罗拉收购。值得一提的是，该公司透过卫星间的信号传输，以接力的方式将数据送到最近的地面站。目前该公司正计划发射下一代卫星以取代老旧的卫星。

#### 定位
LEO卫星电话可以透过三角定位的方式很快帮助用户确定自己的位置，但有时结果的误差可能达到数十公里。 Globalstar的定位功能比铱星的更为易用。

### 卫星电话系统
- ICO Satellite Management已经发射一颗同步轨道卫星，开始运作。

- Teledesic，由微软主導的系统。最初计划透过840颗近地轨道卫星提供卫星宽带，但仅仅在发射一颗试验卫星后就终止了一切活动。

- Terrestar为北美洲提供服务。

- Ellipso与ICO Satellite Management合作提供服务。

## 价格

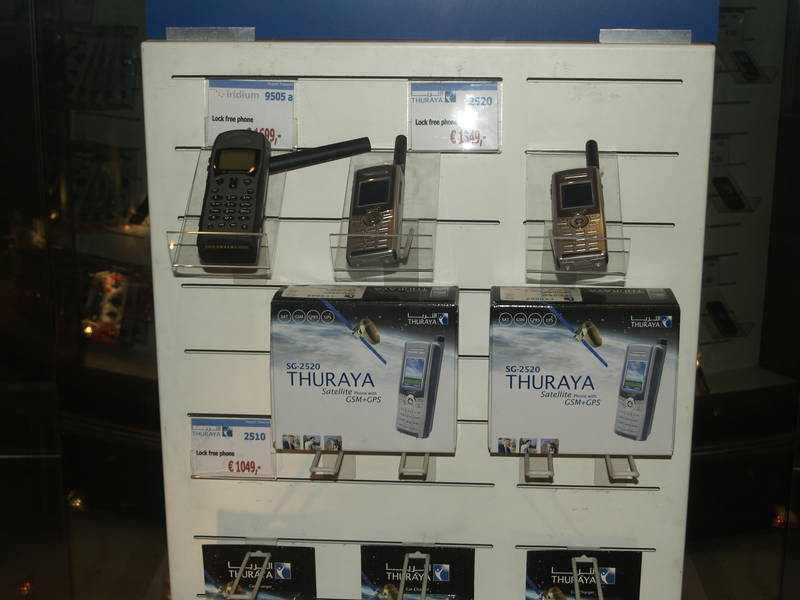
货架上的卫星电话

随着时代的进步，卫星电话的价格也跟着下降。2014年來说，普遍价格介于1000-1500美元之间。 由于一种卫星电话只能工作在一个特定網路下并无法切换，因此设备的价格明显受到網路服务品量的影响。如果某一服务商的網路出现了故障，该公司的卫星电话价格立刻会下降。而一旦某一公司发射了新的卫星，该公司卫星电话的售价又会立即大幅上涨。同样地，当通话费用降低时，电话的售价就会提高。

## 虚拟国际电话区号
卫星电话往往拥有独立的国际电话区号。 
海事卫星（Inmarsat）电话的区号为+870至+874。过去，不同的Inmarsat卫星所拥有的区号是不同的。但从2008年开始，所有卫星的区号将不再区分。
近地轨道系统的卫星电话使用+881。铱星的区号是+881 6和+881 7；Globalstar被分配到的是+881 8和+881 9，但除了巴西的经销商外，其他地区售出的Globalstar卫星电话均使用美国电话号码。更小规模的区域性卫星电话網路均使用+882。这一区号除卫星电话外还提供给其他通信设备。

## 通话费用
从卫星电话拨打电话的费用在每分钟0.15美元到2美元不等，但由固定电话或普通移动电话拨打卫星电话的价格则十分昂贵，其中拨给Inmarsat和铱星价格最高，每分钟的费率为3至14美元，即使使用Skype等網路电话服务拨打卫星电话，每分钟的费用仍然高达数美元。接听电话的一方不需付费，除非两者之间有特殊的反向收费协议。而不同網路之间的卫星电话通话价格更为惊人，每分钟的花费最高可达15美元。
卫星电话拨打固定电话的费用一般在0.8至1.5美元之间，但在一些通话不是很繁忙的区域往往会有优惠。Globalstar目前正向用户提供在2010年之前均有效的无限通话套餐——这在卫星电话行业几乎是闻所未闻的。但是目前Globalstar的網路效果极差，而且可能出错。
所有卫星电话網路均提供预付费套餐，价值在10美元至5000美元之间。

## 在灾害中的使用
当遇到一些灾害性事故时，极大的通话流量往往会使绝大多数的移动电话網路超负荷从而瘫痪，而这正是最需要移动电话網路的时候。这一情况在911事件、2006年夏威夷地震、2003年美加大停电、2008年汶川大地震、卡特里娜飓风和密西西比河大桥坍塌事故中都曾出现。同时，地面的信号基站和天线也可能在自然灾害中受损而引起網路瘫痪。而卫星电话就不会受自然灾害的破坏，并在灾害中起到决定性的作用，救災人員通常會攜帶無線電對講機及衛星電話進入通訊中斷的災區使用。但于此同时，由于单颗通讯卫星覆盖的面积极广，而通话频道有限，卫星电话網路本身在灾害事故中还是会有堵塞的倾向。